# Дошек, Лукаш
Лу́каш До́шек (чеш. Lukáš Došek; 12 сентября 1978, Карловы Вары) — чешский футболист, играющий на позиции правого защитника.

## Карьера

### Клубная
Начинал свою карьеру игрока в команде ДДМ из Стара-Роле, в 1995 году поступил в академию пльзеньской «Виктории», в составе которой дебютировал в 1997 году в Гамбринус-лиге. В «Виктории» провёл два сезона и в 1999 году перешёл в пражскую «Славию». В промежутке с 2000 по 2002 годы ему удалось сыграть только четыре встречи. Итого в составе клуба он сыграл 154 матча в чемпионате Чехии и 41 матч в Лиге чемпионов и Кубке УЕФА. В 2002 году ему удалось выиграть Кубок Чехии по футболу, который стал первым крупным трофеем в его карьере. Команду покинул по окончании сезона 2004/05.
Летом 2005 года Дошек перешёл в немецкий клуб Второй бундеслиги «Шпортфройнде» из Зигена. Дебют состоялся 7 августа 2005 в матче против «Карлсруэ» («Шпротфройнде» проиграл 0:2). Лукаш провёл год в клубе и после его вылета покинул команду. В 2006 году он перешёл в швейцарский «Тун», в составе которого дебютировал 19 июля 2006 года в матче против «Арау» (ничья 1:1). В команде выступал на позиции правого или опорного полузащитника.
В 2008 году его клуб выбыл в Челлендж-лигу, после чего Лукаш в сентябре ушёл в словацкую команду «Спартак» из Трнавы. Перед сезоном 2009/10 он ушёл в «Славой» из Вышеграда, а в августе 2010 года пришёл в «Славой» из Коловеча.

### В сборной
Лукаш в составе сборной Чехии выступал на Олимпийских играх 2000 года в Сиднее. На Олимпиаде он сыграл две встречи, отметившись в каждой голом. 13 сентября в Канберре в матче против сборной США на 52-й минуте после нарушения правил со стороны Чада Маккарти успешно забил гол с пенальти, сравняв счёт во встрече (2:2). 19 сентября в Брисбейне в матче против сборной Камеруна на 74-й минуте Дошек снова сравнял счёт (1:1). Однако его голы не спасли сборную Чехии от выбывания на групповом этапе. В основной сборной он дебютировал 16 августа 2000 года в матче со сборной Словении, который чехи проиграли 0:1. Всего он провёл 4 встречи.
| Матчи и голы за сборную | Матчи и голы за сборную | Матчи и голы за сборную | Матчи и голы за сборную | Матчи и голы за сборную | Матчи и голы за сборную | Матчи и голы за сборную |
| #                       | Дата                    | Стадион                 | Противник               | Исход                   | Голы                    | Матч                    |
| 2000                    | 2000                    | 2000                    | 2000                    | 2000                    | 2000                    | 2000                    |
| ----------------------- | ----------------------- | ----------------------- | ----------------------- | ----------------------- | ----------------------- | ----------------------- |
| 1                       | 16 августа 2000         | Острава, Чехия          | Словения                | 0:1                     | 0                       | товарищеский            |
| 2001                    |                         |                         |                         |                         |                         |                         |
| 2                       | 25 апреля 2001          | Прага, Чехия            | Бельгия                 | 1:1                     | 0                       | товарищеский            |
| 2002                    |                         |                         |                         |                         |                         |                         |
| 3                       | 13 февраля 2002         | Никосия, Кипр           | Кипр                    | 4:3                     | 0                       | товарищеский            |
| 4                       | 18 мая 2002             | Прага, Чехия            | Италия                  | 1:0                     | 0                       | товарищеский            |

## Личная жизнь
Есть брат-близнец Томаш, также профессиональный футболист.